# Ziua Internațională a Lumânărilor Aprinse
Ziua Internațională a Lumânărilor Aprinse este consacrată în primul rând memoriei celor care au dispărut din cauza SIDA - dar și solidarității cu persoanele care trăiesc cu HIV/SIDA și prevenirii HIV în rândul celorlalți. Este un program lansat, în 1983, de Consiliul Mondial al Sănătății din Washington. În a treia duminică a lunii mai a fiecărui an, mii de comunități din întreaga lume se reunesc pentru a aprinde lumânări în memoria celor care au murit de SIDA. 
Această ceremonie oferă o oportunitate pentru creșterea nivelului de informare a populației, în special în rândul tinerilor, despre infecția cu HIV/SIDA, reducerea nivelului de discriminare, extinderea accesului la servicii de prevenire și testare HIV pentru populație -- în special pentru persoanele vulnerabile față de infecția cu HIV --, acces la tratament, îngrijiri și servicii de sprijin pentru persoanele care trăiesc cu HIV.
Este celebrată în România de către ARAS (Asociația Română Anti-SIDA), încă de la fondarea sa în 1992.